# Phrynobatrachus dendrobates
Phrynobatrachus dendrobates és una espècie de granota que viu a la República Democràtica del Congo, Uganda i, possiblement també, a Tanzània.
Està amenaçada d'extinció per la pèrdua del seu hàbitat natural.